# Gill (Familienname)
Gill ist ein Familienname, der vor allem im englischsprachigen Raum vorkommt.

## Namensträger

### A
- A. A. Gill (1954–2016), britischer Journalist
- Amandeep Singh Gill (Diplomat) (* 1968), indischer Diplomat und Technologieexperte
- Anjana Gill (* 1964), deutsche Autorin
- André Gill (1840–1885), französischer Karikaturist und Chansonnier
- André Gill (Eishockeyspieler) (André Marcel Gill; 1941–2014), kanadischer Eishockeytorwart
- Andy Gill (1956–2020), britischer Musiker und Musikproduzent
- Anton Gill (* 1948), britischer Autor

### B
- Bates Gill (* 1959), US-amerikanischer Politikwissenschaftler
- Ben Gill (1950–2014), britischer Verbandsfunktionär
- Bernhard Gill (* 1958), deutscher Soziologe und Politikwissenschaftler
- Brandon Gill (* 1994), US-amerikanischer Politiker
- Brendan Gill (1914–1997), US-amerikanischer Autor und Journalist
- Brian Gill (* 1953), britisch-neuseeländischer Zoologe und Autor von Sachbüchern über die neuseeländische Fauna
- Brian Gill, Lord Gill (* 1942), schottischer Richter
- Brian A. Gill (2017 promoviert), US-amerikanischer Insektenkundler
- Bob Gill (1931–2021), US-amerikanischer Illustrator und Grafikdesigner

### C
- Cammy Gill (* 1998), schottischer Fußballtorwart
- Charles Gill (1871–1918), kanadischer Maler, Dichter und Kunstlehrer
- Charlotte Gill (* 1971), britisch-kanadische Schriftstellerin
- Chester Gill (1928–2003), Schweizer Jazzmusiker, Komponist und Chorleiter
- Chris Gill, britischer Filmeditor
- Christopher Gill (* 1946), britischer Klassischer Philologe und Philosophiehistoriker
- Claes Gill (1910–1973), norwegischer Schriftsteller
- Colin Gill (1892–1940), britischer Maler
- Craig Gill (* 2002), gibraltarischer Leichtathlet
- Cyril Gill (1902–1989), britischer Sprinter

### D
- Dalbir Singh Gill (* 1936), indischer Radrennfahrer
- Darshan Singh Gill (* 1948), malaysischer Rechtsanwalt und Radsportfunktionär

- David Gill (Astronom) (1843–1914), britischer Astronom
- David Gill (Filmhistoriker) (1928–1997), britischer Filmhistoriker und Produzent
- David Gill (Fußballfunktionär) (* 1957), britischer Fußballfunktionär
- David Gill (Diplomat) (* 1966), deutscher Verwaltungsjurist, Diplomat und ehemaliger Chef des Bundespräsidialamtes
- David Macinnis Gill (* 1963), US-amerikanischer Autor
- Dieter Gill (* 1951), deutsches Opfer eines Justizirrtums

### E
- Edmund Marriner Gill (1820–1896), britischer Maler
- Edwin Leonard Gill (1877–1956), südafrikanischer Ornithologe und Museumsdirektor
- Elmer Gill (1926–2004), kanadischer Jazzmusiker
- Emery Gill (* 1966), belizischer Sprinter
- Eric Gill (1882–1940), britischer Bildhauer, Grafiker und Typograf

### F
- Felix Gill (* 2002), britischer Tennisspieler
- Florence Gill (1877–1965), britische Synchronsprecherin
- Frances McLaughlin-Gill (1919–2014), amerikanische Fotografin
- Frank Gill (* 1941), US-amerikanischer Ornithologe
- Frederick Agnew Gill (1873–1938), britischer Polospieler

### G
- Gauri Gill (* 1970), indische Fotografin
- George Michael Gill (1923–2005), britischer Filmemacher und Autor

### H
- Hal Gill (* 1975), US-amerikanischer Eishockeyspieler
- Harry L. Gill (1876–1956), US-amerikanischer Leichtathlet, Trainer und Unternehmer
- Henry Gill (1824–1893), britischer Ingenieur und Manager
- Horst Gill (1924–1996), deutscher Schauspieler, Hörspielsprecher und Moderator
- Hugo Gill (1897–1972), deutscher Politiker (KPD)

### I
- Inayat K. Gill (1924–2012), deutscher Sportlehrer

### J
- Jacko Gill (* 1994), neuseeländischer Kugelstoßer
- James Gill (* 1934), US-amerikanischer Maler
- James Edward Gill (1901–1980), kanadischer Geologe
- Jenny Gill (Ökologin) (Jennifer Agnes Gill; * 1968), britische Ornithologin und Ökologin
- Jenny Gill (Sängerin) (Jennifer Jerene Gill; * 1982), US-amerikanische Sängerin
- Jirí Gill (* 1936), tschechischer Botaniker
- Jocelyn Gill (1916–1984), US-amerikanische Astronomin und Hochschullehrerin
- Joe Gill (1919–2006), US-amerikanischer Comicautor
- John Gill (Theologe) (1697–1771), britischer Theologe
- John Gill junior (1850–1918), US-amerikanischer Politiker
- John Gill (Kletterer) (* 1937), US-amerikanischer Sportkletterer
- John Gill (Musiker, 1951) (* 1951), US-amerikanischer Jazzmusiker (Banjo)
- John Gill (Musiker, 1954) (1954–2011), britisch-australischer Jazzmusiker (Piano)
- John T. Gill, US-amerikanischer Informatiker
- Johnny Gill (* 1966), US-amerikanischer Sänger
- Joseph Gill (Byzantinist) (1901–1989), britischer Byzantinist
- Joseph B. Gill (1862–1942), US-amerikanischer Politiker
- Joseph J. Gill (1846–1920), US-amerikanischer Politiker
- Juan Bautista Gill (1840–1877), paraguayischer Politiker

### K
- Karnail Gill (1942–2012), indischer Sänger
- Keith Gill (* 1986), US-amerikanischer Finanzanalyst und Investor
- Kendall Gill (* 1968), US-amerikanischer Basketballspieler
- Kezia Gill (* im 20. Jahrhundert), britische Sängerin und Songwriterin
- Kimveer Gill (1982–2006), kanadischer Mörder
- Kylie Gill (* 1974), neuseeländische Freestyle-Skierin

### L
- Liam Gill (* 1992), australischer Rugby-Union-Spieler
- Liz Gill (* 1945), britische Sprinterin

### M
- Madge Gill (182–1961), britische Künstlerin der Art brut
- Mandip Gill (* 1988), britische Schauspielerin
- Mark Gill (Filmproduzent), US-amerikanischer Filmproduzent
- Mark Gill (Filmregisseur), britischer Filmregisseur und Drehbuchautor
- Mary Louise Gill (* 1950), US-amerikanische Klassische Philologin und Philosophiehistorikerin
- Megan Gill, südafrikanische Filmeditorin
- Michel Gill (* 1960), US-amerikanischer Schauspieler
- Michael Joseph Gill (1864–1918), US-amerikanischer Politiker
- Mohinder Singh Gill (* 1947), indischer Leichtathlet
- Moses Gill (1734–1800), US-amerikanischer Politiker

### N
- Nadine Gill (* 1991), deutsche Radsportlerin
- Nathan Gill (* 1973), britischer Politiker
- Neena Gill (* 1956), britische Politikerin
- Nicolas Gill (* 1972), kanadischer Judoka
- Niranjan Singh Gill (1906–1992), indischer Militär und Diplomat

### P
- Patrick Gill, ein Pseudonym von John Creasey (1908–1973), englischer Schriftsteller
- Patrick Gill (Physiker), britischer Physiker
- Patrick F. Gill (1868–1923), US-amerikanischer Politiker
- Pav Gill, singapurischer Anwalt und Whistleblower
- Pete Gill (Peter Gill; * 1951), britischer Schlagzeuger
- Peter Gill (Regisseur) (* 1939), britischer Schauspieler, Dramatiker und Theaterregisseur
- Peter Gill (Chemiker) (* 1962), neuseeländischer Chemiker
- Peter Gill (Schlagzeuger) (* 1964), britischer Schlagzeuger
- Phoebe Gill (* 2007), britische Mittelstreckenläuferin
- Piara Singh Gill (1911–2002), indischer Physiker
- Pierre Gill (* 1964), kanadischer Kameramann

### R
- Ramon Gill (* 1928), deutscher Filmemacher, Autor, Regisseur und Produzent
- Real Gill (* 2003), Fußballspieler aus Trinidad und Tobago
- Richard Gill (1941–2018), australischer Dirigent
- Robert Gill (1916–1955), britischer Komponist

### S
- Shaun Gill (* 1993), Sprinter aus Belize
- Shubman Gill (* 1999), indischer Cricketspieler
- Sloan R. Gill (1929–2011), Generalmajor der US Air Force
- Stephen Gill (* 1950), britischer Politikwissenschaftler
- Simryn Gill (* 1959), singapurisch-australische Künstlerin
- Surinder Gill (* 1968), englischer Snookerspieler

### T
- Tanveer Gill (* 1982), indischer Badmintonspieler
- Tepper L. Gill (* 1941), US-amerikanischer Mathematiker und Hochschullehrer der Howard University
- Thea Gill (* 1970), kanadische Schauspielerin
- Theodor Gill (1928–2019), deutscher Geistlicher, Bischof der Evangelischen Brüder-Unität
- Theodore Nicholas Gill (1837–1914), US-amerikanischer Ichthyologe
- Thomas Gill, Geburtsname von Tomás Mac Giolla (1924–2010), irischer Politiker
- Thomas Gill (Fußballspieler) (* 1965), norwegischer Fußballtorhüter
- Thomas Edward Gill (1908–1973), US-amerikanischer Geistlicher, Weihbischof in Seattle
- Thomas Ponce Gill (1922–2009), US-amerikanischer Politiker
- Tim Gill (* 1953), US-amerikanischer Informatiker
- Tim Gill (Basketballspieler) (* 1976), US-amerikanischer Basketballspieler
- Todd Gill (* 1965), kanadischer Eishockeyspieler
- Tommy Gill (1964–2014), US-amerikanischer Jazzpianist
- Tony Gill (Anthony Dean Gill; * 1968), englischer Fußballspieler

### V
- Vince Gill (* 1957), US-amerikanischer Musiker

### W
- William Fearing Gill (1844–1917), US-amerikanischer Biograf Edgar Allan Poes
- William H. Gill (1886–1976), US-amerikanischer Generalmajor
- William John Gill (1843–1882), englischer Forschungsreisender
- William Wyatt Gill (1828–1898), englisch-australischer Missionar und Völkerkundler